# Фильс (приток Наба)
Фильс (нем. Vils) — река в Германии, протекает по земле Бавария, правый приток Наба. Речной индекс 148.
Берёт начало в общине Фрайунг (район Амберг-Зульцбах). Впадает в Наб в общине Калльмюнц (район Регенсбург).
Длина реки 87,35 км. Площадь водосборного бассейна — 1238,74 км².
Высота истока 453 м. Высота устья 338 м.